# (612243) 2001 QR322
(612243) 2001 QR322, também escrito como (612243) 2001 QR322, é um troiano de Netuno que orbita à frente de Netuno em seu ponto de Lagrange L4. Ele possui uma magnitude absoluta de 8,2 e tem um diâmetro com cerca de 156 km.

## Descoberta
(612243) 2001 QR322 foi descoberto no dia 21 de agosto de 2001 pelo Deep Ecliptic Survey. Ele foi o primeiro troiano de Netuno a ser descoberto.

## Órbita
A órbita de (612243) 2001 QR322 tem uma excentricidade de 0,027 e possui um semieixo maior de 29,404 UA. O seu periélio leva o mesmo a uma distância de 29,404 UA em relação ao Sol e seu afélio a 31,011 UA.